# فرزاد عموزاد
فرزاد عموزاد خلیلی کشتی‌گیر ایرانی زادهٔ شهرستان بهشهر از مازندران است.وی برادر بزرگ‌تر رحمان عموزاد و محمد علی عموزاد است. 

## عناوین قهرمانی
- عضو تیم ملی نوجوانان در مسابقات آسیایی ۲۰۰۸هندوستان (مدال برنز وزن ۵۴ کیلوگرم)
- عضو تیم ملی جوانان در مسابقات آسیایی ۲۰۱۲ قزاقستان (مدال برنز وزن ۵۵ کیلوگرم)
- عضو تیم ملی جوانان در مسابقات بین‌المللی ۲۰۱۲ رومانی (مدال طلای وزن ۵۵ کیلوگرم)
- عضو تیم ملی بزرگسالان در مسابقات داخل سالن آسیا۲۰۱۷ ترکمنستان (ایندورگیم)(مدال برنز وزن ۶۵ کیلوگرم)